# 2012年の台風
2012年の台風（2012ねんのたいふう、太平洋北西部で発生した熱帯低気圧）のデータ。

## 「台風」に分類されている熱帯低気圧

### 台風1号（パカー）
201201・02W
3月26日午前9時（協定世界時26日0時）、南シナ海・パラワン島の東の海上の北緯9度5分・東経115度7分で熱帯低気圧が発生。熱帯低気圧はほとんど動くことなく29日21時（協定世界時29日12時）に北緯9度7分・東経111度8分で台風となった。当初の中心気圧は1004ヘクトパスカル。南シナ海を西に進んだ台風は998ヘクトパスカルまで成長し、4月1日12時頃にベトナムのバリア＝ブンタウ省ブンタウ近郊に上陸。4月2日9時（協定世界時2日0時）に再び熱帯低気圧となり、同日21時に消滅した。

### 台風2号（サンヴー）
201202・03W

5月21日3時（協定世界時20日18時）に北緯10度5分・東経148度5分付近で発生した熱帯低気圧が、22日午前9時（協定世界時22日0時）にマリアナ諸島近海の北緯13度2分・東経144度付近で台風へと発達。当初北西に進んだ台風は975ヘクトパスカルまで成長しながら進路を北北東に変えて小笠原諸島に接近。日本の南の海上を東北東に進んで28日3時（協定世界時27日18時）に北緯29度5分・東経150度で温帯低気圧となり、5月31日3時に消滅した。

### 台風3号（マーワー）
201203・04W・アンボ

### 台風4号（グチョル）
201204・05W・ブッチョイ

6月19日夕刻に紀伊半島（和歌山県）に上陸、北東進して翌日太平洋に抜け、温帯低気圧に変わった。

### 台風5号（タリム）
201205・06W・カリーナ
熱帯低気圧に変わった後同日に梅雨前線に吸収され、消滅。

### 台風6号（ドクスリ）
201206・07W・ディンドー

### 台風7号（カーヌン）
201207・08W・エンテン
南西諸島・九州（北部豪雨の被災地を含む）・朝鮮半島(特に北部の被害大）で豪雨・雷雨。

### 台風8号（ヴェセンティ）
201208・09W・フェルディ
熱帯低気圧に変わった後、同日に大陸で消滅。なお、この台風のアジア名「ヴェセンティ（Vicente）」は、この台風限りで使用中止となり、次順からは「ラン（Lan）」というアジア名が使用されることになった（ただし、被害の大きさではなく、その他の地域の熱帯低気圧（北西太平洋のハリケーン）の命名と重複していたためである）。

### 台風9号（サオラー）
201209・10W・ジェナー

### 台風10号（ダムレイ）
201210・11W

### 台風11号（ハイクイ）
201211・12W

### 台風12号（キロギー）
201212・13W
気象庁ではいったん温帯低気圧、JTWCではTropical stormとしていた。

### 台風13号（カイタク）
201213・14W・ヘレン

### 台風14号（テンビン）
201214・15W・イグメ
複雑な動きをする台風

### 台風15号（ボラヴェン）
201215・16W・ジュリアン

### 台風16号（サンバ）
201216・17W・カレン

### 台風17号（ジェラワット）
201217・18W・ローウィン

9月21日午前3時に、フィリピンの東（北緯13度30分、東経131度40分）のフィリピン海で台風となった。

### 台風18号（イーウィニャ）
201218・19W
9月24日21時に、日本の南（北緯20度20分、東経138度55分）の太平洋で台風となった。

### 台風19号（マリクシ）
201219・20W
10月1日15時に、マリアナ諸島の北緯17度50分、東経146度35分で台風となった。台風から変わった温帯低気圧は960hPaとなった。

### 台風20号（ケーミー）
201220・21W・マルセ
10月1日21時に、南シナ海の北緯17度、東経114度50分で台風となった。一旦フィリピンの西岸に接近したが、その後進路を西向きに変えて10月6日にはベトナム南部へ上陸したのち、カンボジアまで進んで日本時間の6日21時に熱帯低気圧となった。

### 台風21号（プラピルーン）
201221・22W・ニナ

10月7日21時に、フィリピンの東の北緯17度50分、東経136度35分で台風となった。沖縄の南の海上で迷走した後、日本列島の南の海上を東に進み、19日21時に温帯低気圧となった。

### 台風22号（マリア）
201222・23W
10月14日21時に、マリアナ諸島の北の北緯17度55分、東経143度05分で台風となった。16日夜に小笠原諸島に接近したのち、進路を東寄りに変えて日本列島から離れて19日午前9時に温帯低気圧になった。

### 台風23号（ソンティン）
201223・24W・オフェル

10月24日3時に、ミンダナオ島の東の北緯8度50分、東経127度30分で台風となった。フィリピンを北西に縦断して南シナ海を北上。10月28日にベトナムのハイフォン付近から上陸したのち、10月29日15時に華南地方で熱帯低気圧になった。

### 台風24号（ボーファ）
201224・26W・パブロ

11月27日9時30分にマーシャル諸島の北緯4度で台風となった。フィリピン・ミンダナオ島を横断して大きな被害を出し、12月9日に南シナ海で熱帯低気圧になった。

### 台風25号（ウーコン）
201225・27W・キンタ
12月25日9時にフィリピンの東の北緯10度5分、東経128度50分で台風となった。

## 気象庁が「台風」に分類しなかった熱帯低気圧
熱帯低気圧番号がない場合も、熱帯低気圧前段階の低気圧番号があるものは掲載。
また、気象庁は台風への発達が予想される熱帯低気圧には「熱帯低気圧a」のようにアルファベットを付与する。なお、立春以前に低圧部番号91Wが熱帯低気圧に発達した。
| 熱低番号 | 強さ      | 期間          | 最大風速/ 最低気圧 | 経路、上陸地 |
| -------- | --------- | ------------- | ------------------ | ------------ |
| 01W      | TD (JTWC) | 2月17日-21日  | 30kts 1004hPa      |              |
| 25W      | TD (JTWC) | 11月12日-15日 | 1004hPa            |              |